# Diaphorocera peyerimhoffi
Diaphorocera peyerimhoffi es una especie de coleóptero de la familia Meloidae.

## Distribución geográfica
Habita en Marruecos.